# Христесева Людмила
Людмила Христесева (біл. Людміла Хрысцесева, художній псевдонім Л.Христесева / L.Christeseva; 1978, Могилів, Білорусь) — шведська художниця-візуалістка [Архівовано 4 серпня 2020 у Wayback Machine.] білоруського походження, незалежна кураторка, креативний директор і консультант з питань мистецтва, яка зараз мешкає в Стокгольмі, Швеція.

## Біографія
У 2001 році, після закінчення факультету моди та текстилю і отримання диплому зі ступенем магістра у Вітебському державному технологічному університеті, Людмила Христесева переїхала у тому ж році до Швеції, щоб приєднатися до творчого колективу шведського модельєра Ларса Валліна. Там вона закінчила додаткові студії в Стокгольмському університеті та найбільшому Шведському університеті мистецтв, ремесел та дизайну.
Синтез білоруської та шведської культури надихнули Людмилу Христесеву на дослідження теми гендеру, ідентичності і репрезентації жінки в різних культурах. Христесева активно бере участь в різних мистецьких проектах і виставках у Швеції і за кордоном. Її виставка «Жіночність та ідентичність» про жіночність в різних культурах була представлена в Казахстані в галереї Куланші в Палаці миру і злагоди (2015) і в Білорусії (2016) за підтримки місцевих дипломатичних установ. Влітку 2018-го року Bergmancenter [Архівовано 19 квітня 2021 у Wayback Machine.] попросив Людмилу Христесеву представити свій мистецький проект «Непереможна жіночність» на шведському острові Форі.
У центрі Стокгольму функціонує ательє Христесевої — Artten, де виставкові зали надаються для виставок молодих художників.
Скульптури, зроблені з туалі, які є прототипами високої моди, виставлялися в Музеї армії (2016), в резиденції американського посла в Стокгольмі, Скандинавському музеї (2017—2018), а також у саду палацу Розендаль (2018). У 2017 Людмила Христесева спродюсувала виставку «Інгмар Бергман та його спадщина в моді та мистецтві» для Шведського Інституту. Виставка була показана протягом ювілейного року Інгмара Бергмана за підтримки шведських посольств, в музеях і художніх галереях по всьому світу.
Христесева також є ініціатором і продюсером HeforShe Arts Week в Стокгольмі для UN Women Sverige (2017). З нагоди тижнів моди, восени 2018 року Людмила запустила свій новий проект «Мода говорить» (Fashion Speaкs), де помаранчеві туалі постали як художнє оформлення акції «Помаранчевий день» (Orange Day), створеної організацією «ООН-жінки» і вона закликає зупинити насильство що-до жінок.
28 серпня 2019 року, Людмила Христесева закликала до своїх лав видатних шведських жінок ідеєю сестринства і запросила їх брати участь в її проєкті — «Fashion Speaks: 100 shades of nature». Серед запрошених була і шведська продюсерка в ца́рині культури Ульріка Скуг Хольмгорд. У серці Стокгольму, на Strandvägen allé ці жінки показали колекцію екологічної одягу від білоруського бренду «Historia Naturalls». Серед учасниць цього проекту була посол Швеції в Білорусі Христина Йоганнессон і засновниця організації Жіноче право Марія Рашиді.